# Microdillus peeli
Microdillus peeli är en gnagare i underfamiljen ökenråttor som är endemisk för Somalia. Kanske lever den även i angränsande stater. Arten är ensam i sitt släkte.

## Beskrivning
Arten når en kroppslängd (huvud och bål) av 6 till 8 cm och en svanslängd av 5,5 till 6 cm. Pälsen har på ovansidan en gulbrun färg, buken och extremiteterna är vitaktiga. Kännetecknande är en vit fläck bakom varje öra. Fötternas sulor bär inga hår. Svansen har ingen tydlig tofs vid slutet. Antagligen kan arten lagra fett i svansen som en energireserv.
Individerna är aktiva på natten och vistas i stäppen eller i klippiga regioner. Den vilar på dagen i underjordiska bon.
IUCN listar Microdillus peeli som livskraftig (LC).